# Caryomene prumnoides
Caryomene prumnoides är en tvåhjärtbladig växtart som beskrevs av Rupert Charles Barneby och Krukoff. Caryomene prumnoides ingår i släktet Caryomene och familjen Menispermaceae. Inga underarter finns listade i Catalogue of Life.